# Rudno (gromada w powiecie tczewskim)
Rudno – dawna gromada, czyli najmniejsza jednostka podziału terytorialnego Polskiej Rzeczypospolitej Ludowej w latach 1954–1972.
Gromady, z gromadzkimi radami narodowymi (GRN) jako organami władzy najniższego stopnia na wsi, funkcjonowały od reformy reorganizującej administrację wiejską przeprowadzonej jesienią 1954 do momentu ich zniesienia z dniem 1 stycznia 1973, tym samym wypierając organizację gminną w latach 1954–1972.
Gromadę Rudno z siedzibą GRN w Rudnie utworzono – jako jedną z 8759 gromad na obszarze Polski – w powiecie tczewskim w woj. gdańskim na mocy uchwały nr 25/III/54 WRN w Gdańsku z dnia 5 października 1954. W skład jednostki weszły obszary dotychczasowych gromad Rudno, Lignowy Szlacheckie, Wielki Garc i Gręblin ze zniesionej gminy Małe Walichnowy oraz obszar dotychczasowej gromady Pomyje (bez parcel o Nr Nr 25/16 i 26/15, karta mapy 1 obrębu Wola) ze zniesionej gminy Pelplin w tymże powiecie. Dla gromady ustalono 23 członków gromadzkiej rady narodowej.
1 stycznia 1962 z gromady Rudno wyłączono miejscowości Pomyje i Wola, włączając je do gromady Rożental z siedzibą w Pelplinie w tymże powiecie.
1 stycznia 1972 do gromady Rudno włączono miejscowości Małe Walichnowy i Międzyłęż ze zniesionej gromady Małe Walichnowy w tymże powiecie.
Gromada przetrwała do końca 1972 roku, czyli do kolejnej reformy gminnej. 1 stycznia 1973 w powiecie tczewskim w woj. gdańskim utworzono gminę Rudno.